# Bukhansan-Nationalpark
Der Bukhansan-Nationalpark (북한산국립공원) liegt in unmittelbarer Nachbarschaft zur südkoreanischen Hauptstadt Seoul und kann über mehrere Haltestellen der U-Bahn von Seoul erreicht werden. Bukhansan bedeutet „Berge nördlich des Han-Flusses“.

## Lage und Geographie
Der Park liegt im Norden von Seoul und ist durch den Uiryeong-Pass in zwei Hälften geteilt. Der nördliche Teil wird durch die Dobongsan-Berge gebildet, der südliche Teil gehört zu den Bukhansan-Bergen. Obwohl die Berge des Parks mit ca. 800 Metern relativ niedrig sind, werden die Granitformationen wie der Insudong sehr gerne erklettert.

## Flora und Fauna
Trotz der Nähe zur Großstadt und des großen Besucherandrangs leben im Park mehr als 1300 Tier- und Pflanzenarten, darunter Forsythia saxatilis, eine Forsythienart, die nur in Korea vorkommt. Auch der Buntspecht ist in diesem Park zu Hause.

## Sehenswürdigkeiten
Die Ursprünge der Bergfestung Bukhansanseong gehen auf das Jahr 132 v. Chr. zurück, ihre jetzige Ausdehnung mit der 12,7 km langen Mauer, den 12 Toren und 120 Räumen verdankt sie der Bautätigkeit von König Sukjong.
Der Hwagyesa-Tempel ist eine gute Möglichkeit, dem Lärm und der Hektik der Großstadt zu entfliehen. Hier befindet sich das Seoul International Zen Center.